# Nazionale maschile di pallacanestro dell'Iran
La nazionale di pallacanestro dell'Iran rappresenta l'Iran nelle manifestazioni internazionali di pallacanestro ed è controllata dalla I.R.I.B.F., la locale federazione cestistica.

## Competizioni internazionali

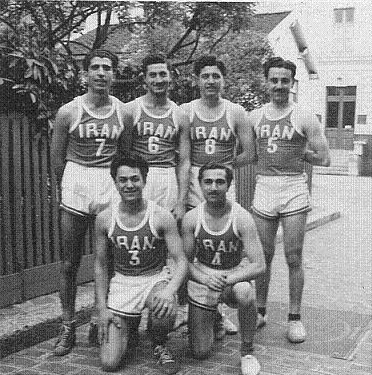
La nazionale dell'Iran ai Giochi Olimpici del 1948 a Londra

L'Iran nel corso della sua storia ha partecipato a tre edizioni dei giochi olimpici, rispettivamente a Londra 1948, Pechino 2008 e Tokyo 2020
Per la prima volta parteciperà invece ad un campionato mondiale facendo il suo esordio in occasione del torneo di Turchia 2010.
Nelle tredici partecipazioni ai FIBA Asia Championship, la squadra iraniana è riuscita a conquistare la medaglia d'oro nel 2007, nel 2009 e nel 2013. Nelle otto apparizioni ai giochi asiatici, il miglior risultato è rappresentato da due bronzi (1951 e 2006).

## Piazzamenti

### Olimpiadi
- 1948 - 14°
- 2008 - 11°
- 2020 - 12°

### Campionati mondiali
- 2010 - 17°
- 2014 - 20°
- 2019 - 23°
- 2023 - 31°

### Campionati asiatici
- 1973 - 5°
- 1981 - 8°
- 1983 - 5°
- 1985 - 8°
- 1989 - 5°

- 1991 - 6°
- 1993 - 4°
- 1995 - 10°
- 1997 - 8°
- 2003 - 5°

- 2005 - 6°
- 2007 -  1°
- 2009 -  1°
- 2011 - 5°
- 2013 -  1°

- 2015 -  3°
- 2017 -  2°

### Campionati europei
- 1959 - 17°

### Giochi asiatici
- 1951 -  3°
- 1966 - 7°
- 1970 - 7°
- 1974 - 6°
- 1990 - 7°

- 1994 - 8°
- 1998 - 7°
- 2006 -  3°
- 2010 -  3°
- 2014 -  2°

- 2018 -  2°

## Formazioni

### Olimpiadi
Pallacanestro ai Giochi della XIV OlimpiadeAshtari, Ehsasi, Esfandiary, Hashemi, Karandish, Mohtadi, Rafati, Sadeghi, Salabi, Shademan, Soroudi, Soudipour, Zadegan, All. Kazem Rambari
Pallacanestro ai Giochi della XXIX Olimpiade - Torneo maschile4 Doraghi, 5 Amini, 6 Davari, 7 Kamrani, 8 Davarpanah, 9 Zandi, 10 Afagh, 11 Sohrabnejad, 12 Sahakian, 13 Nabipour, 14 Bahrami, 15 Haddadi,        All. Rajko Toroman
Pallacanestro ai Giochi della XXXII Olimpiade - Torneo maschile4 Vahedi, 5 Jalalpoor, 7 Hassanzadeh, 8 Davarpanah, 13 Jamshidi, 14 Nikkhah Bahrami, 15 Haddadi, 17 Rezaeifar, 20 Rostampour, 23 Geramipoor, 41 Kazemi, 88 Yakhchali,        All. Mehran Shahintab

### Campionati mondiali
Campionato mondiale maschile di pallacanestro 20104 Nabipour, 5 Davoudi, 6 Davari, 7 Kamrani, 8 Veisi, 9 Zandi, 10 Hassanzadeh, 11 Sahakian, 12 Kazemi, 13 Kardoust, 14 Davarpanah, 15 Haddadi,        All. Veselin Matić
Campionato mondiale maschile di pallacanestro 20144 Arghavan, 5 Mashayekhi, 6 Yakhchali, 7 Kamrani, 8 Kazemi, 9 Zangeneh, 10 Afagh, 11 Sahakian, 12 Kardoust, 13 Jamshidi, 14 Bahrami, 15 Haddadi,        All. Mehmed Bečirovič
Campionato mondiale maschile di pallacanestro 20191 Mozafari, 4 Mirzaei, 5 Mashayekhi, 6 Hosseinzadeh, 7 Hassanzadeh, 8 Yakhchali, 12 Zangeneh, 13 Jamshidi, 14 Bahrami, 15 Haddadi, 20 Rostampour, 23 Geramipoor,        All. Mehran Shahintab
Campionato mondiale maschile di pallacanestro 20233 Vahedi, 4 Mirzaei, 5 Mashayekhi, 6 Amini, 7 Rezaeifar, 8 Yakhchali, 10 Girgoorian, 14 Kazemi, 15 Haddadi, 17 Aghajanpour, 30 Agha Miri, 32 Aliakbari,        All. Hakan Demir

### Campionati asiatici
Campionato asiatico maschile di pallacanestro 20034 Tajik, 5 Davari, 6 Veisi, 7 Kamrani, 8 S. Bahrami, 9 Zandi, 10 Afagh, 11 Sohrabnejad, 12 Askarnejad, 13 Ahmadian, 14 Rouzbahani, 15 Afradi,        All. Mostafa Hashemi
Campionato asiatico maschile di pallacanestro 20054 Tajik, 5 A. Bahrami, 6 Amini, 7 Kamrani, 8 S. Bahrami, 9 Zandi, 10 Afagh, 11 Sohrabnejad, 12 Rouzbahani, 13 Shahsavand, 14 Tabeshnia, 15 Haddadi,        All. Mohammad Mehdi Izadpanah
Campionato asiatico maschile di pallacanestro 20074 Doraghi, 5 Amini, 6 Davari, 7 Kamrani, 8 A. Bahrami, 9 Akbari, 10 Afagh, 11 Rouzbahani, 12 Sahakian, 13 Nabipour, 14 S. Bahrami, 15 Haddadi,        All. Rajko Toroman
Campionato asiatico maschile di pallacanestro 20094 Tajik, 5 Amini, 6 Davari, 7 Kamrani, 8 Davoudi, 9 Akbari, 10 Afagh, 11 Sohrabnejad, 12 Sahakian, 13 Doraghi, 14 Bahrami, 15 Haddadi,        All. Veselin Matić
Campionato asiatico maschile di pallacanestro 20114 Davarpanah, 5 Davoudi, 6 Davari, 7 Kamrani, 8 Atashi, 9 Kazemi, 10 Afagh, 11 Sahakian, 12 Kardoust, 13 Sohrabnejad, 14 Bahrami, 15 Haddadi,        All. Veselin Matić
Campionato asiatico maschile di pallacanestro 20134 Jamshidi, 5 Davoudi, 6 Davari, 7 Kamrani, 8 Veisi, 9 Sahakian, 10 Afagh, 11 Sohrabnejad, 12 Kardoust, 13 Arghavan, 14 Bahrami, 15 Haddadi,        All. Mehmed Bečirovič
Campionato asiatico maschile di pallacanestro 20154 Mashayekhi, 5 Yakhchali, 6 Davari, 7 Kamrani, 8 Davarpanah, 9 Hassanzadeh, 10 Afagh, 11 Sahakian, 12 Kardoust, 13 Jamshidi, 14 Bahrami, 15 Haddadi,        All. Dirk Bauermann
Campionato asiatico maschile di pallacanestro 20174 Mirzaei, 5 Mashayekhi, 6 Aslani, 7 Rezaeifar, 8 Yakhchali, 9 Dalirzahan, 10 Niktash, 11 Sahakian, 12 Arghavan, 13 Jamshidi, 14 Kazemi, 15 Haddadi,        All. Mehran Hatami
Campionato asiatico maschile di pallacanestro 20221 Mozafari, 5 Mashayekhi, 7 Hassanzadeh, 8 Yakhchali, 10 Yousof Vand, 12 Zangeneh, 13 Jamshidi, 14 Kazemi, 15 Haddadi, 17 Rezaeifar, 23 Pazrofteh, 71 Aghajanpour,        All. Saeed Armaghani
Template:Iran maschile pallacanestro asiatico 2025

### Campionati europei
Campionato europeo maschile di pallacanestro 19593 Salabi, 4 Kamali, 5 Meshun, 6 Agakuzik, 7 Ufervizi, 9 Taçbehs, 10 Avendi, 11 Veisi, 12 Vafai, 13 Rezi,        All. Hassan Nikli

### Giochi asiatici
Pallacanestro ai I Giochi asiaticiKhaleghpour, Mashhoun, Masoumi, Mokhberi, Oshar, Razi, Safiyar, Salabi, Soroudi, Soudipour, All. -
Pallacanestro ai XV Giochi asiatici4 Tajik, 5 Amini, 6 Veisi, 7 Kamrani, 8 S. Bahrami, 9 Zandi, 10 Afagh, 11 Honardoust, 12 A. Bahrami, 13 Ahmadian, 14 Nabipour, 15 Haddadi,        All. -
Pallacanestro ai XVI Giochi asiatici4 Amini, 5 Davoudi, 6 Davari, 7 Kamrani, 8 Davarpanah, 9 Sahakian, 10 Afagh, 11 Sohrabnejad, 12 Jamshidi, 13 Kardoust, 14 Bahrami, 15 Doraghi,        All. -
Pallacanestro ai XVII Giochi asiatici4 Arghavan, 5 Mashayekhi, 6 Yakhchali, 7 Kamrani, 8 Zangeneh, 9 Aslani, 10 Afagh, 11 Sahakian, 12 Kardoust, 13 Jamshidi, 14 Bahrami, 15 Haddadi,        All. Mehmed Bečirovič
Pallacanestro ai XVIII Giochi asiatici4 Mirzaei, 5 Mashayekhi, 7 Davoudi, 8 Yakhchali, 10 Dalirzahan, 12 Arghavan, 13 Jamshidi, 14 Bahrami, 15 Haddadi, 17 Rezaeifar, 41 Kazemi, 77 Hassanzadeh,        All. Mehran Hatami
Pallacanestro ai XIX Giochi asiatici1 Shahrian, 3 Vahedi, 4 Mirzaei, 5 Mashayekhi, 7 Rezaeifar, 10 Girgoorian, 11 Gholizadeh, 14 Kazemi, 17 Aghajanpour, 21 Torabi, 23 Pazirofteh, 32 Aliakbari,        All. Hakan Demir

## Nazionali giovanili
- Nazionale Under-18
- Nazionale Under-16